# Cratere Arandas
Arandas  è un cratere sulla superficie di Marte.
Il nome del cratere è dedicato alla città di Arandas in Messico.